# Pratt & Whitney TF30

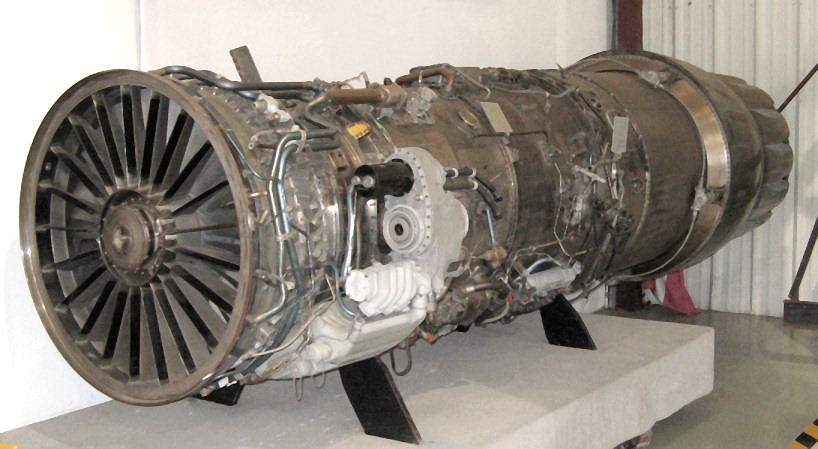
Pratt & Whitney TF30

Das Pratt & Whitney TF30 war ein Mantelstromtriebwerk mit niedrigem Nebenstromverhältnis für Kampfflugzeuge. Es wurde von Pratt & Whitney ursprünglich für die unterschallschnelle F6D Missileer der Douglas Aircraft Company entwickelt. Nachdem das Projekt abgebrochen worden war, überarbeitete Pratt & Whitney das TF30, stattete es mit einem Nachbrenner aus und passte es für die überschallschnelle F-111 neu an. Nachdem die erste Maschine mit dem TF30 1964 abgehoben hatte, wurde das Triebwerk bis 1986 produziert und kam noch auf der F-14 Tomcat und der A-7 Corsair II zum Einsatz.
Das TF30 war das erste Mantelstromtriebwerk mit Nachbrenner, das in Serienproduktion gebaut und in Dienst gestellt wurde.

## Geschichte
Die Entwicklung des TF30 lässt sich bis ins Jahr 1958 zurückverfolgen, als Douglas ein neues Verkehrsflugzeug entwarf. Dieses sollte als vierstrahliges Modell die DC-8 auf kurzen Strecken ergänzen und erhielt zunächst die Kennung „Modell 2067“. Dafür bot Pratt & Whitney das JT8A-Turbojettriebwerk an, allerdings hatte sich Douglas frühzeitig für ein Mantelstromtriebwerk (Turbofan) entschieden. Turbofans waren zu diesem Zeitpunkt noch Neuentwicklungen und standen der zivilen Luftfahrt noch gar nicht zur Verfügung, allerdings zeigten die Erfahrungen aus dem militärischen Bereich bereits, dass sich damit, im Vergleich zu Turbojets, eine deutlich höhere Treibstoffeffizienz erreichen lässt, wovon sich Douglas wiederum eine bessere Wirtschaftlichkeit erhoffte. Pratt & Whitney begann im April 1959 damit, das JT10A zu entwerfen, eine Ableitung des zeitgleich in Entwicklung befindlichen JT8D-Turbofan. P&W übernahm dafür den Kern des JT8D, aber Douglas gab das „Modell 2067“ 1960 auf, da die US-Fluglinien die Boeing 727 bevorzugten. 
Nach dem Aus des „Modell 2067“ wählte die US Navy das JT10A für die F6D Missileer aus, wofür das Triebwerk nun die Bezeichnung TF30-P-1 erhielt. Die F6D sollte als Abfangjäger bis zu sechs Stunden vom Flugzeugträger entfernt operieren können, wofür das treibstoffeffiziente TF-30-Triebwerk benötigt wurde. Aber auch das Projekt wurde im April 1961 eingestellt. Nun zeigte General Dynamics Interesse am TF30 für das TFX-Programm. Dafür musste Pratt & Whitney das Triebwerk erneut überarbeiten, da nun ein Nachbrenner benötigt wird. Letztendlich wurde das TF30 auf der F-111 bei der U.S. Air Force in Dienst gestellt, bei der US Navy auf der F-14 Tomcat.

## Varianten
- JT10A
- XTF30-P-1
- YTF30-P-1
- TF30-P-1
- TF30-P-1A
- TF30-P-2
- TF30-P-3
- TF30-P-5
- TF30-P-6
- TF30-P-6A
- TF30-P-6C
- TF30-P-7
- TF30-P-8
- TF30-P-9
- TF30-P-12
- TF30-P-14
- TF30-P-16
- TF30-P-18
- YTF30-P-100
- TF30-P-100
- TF30-P-408
- TF30-P-414
- JTF10A-7
- JTF10A-10
- SNECMA / Pratt & Whitney TF106
- SNECMA / Pratt & Whitney TF306

## Technische Daten (TF30-P-100)
- Länge: 6,14 m
- Durchmesser: 1.240 mm
- Gewicht: 1.807 kg
- Kompressor:
  - axial
  - 3-Fan
  - 6 Niederdruckstufen
  - 7 Hochdruckstufen
- Turbine:
  - 3-stufige Niederdruckturbine
  - einstufige Hochdruckturbine
- Maximaler Trockenschub: 64,77 kN
- Maximaler Nachbrennerschub: 111,65 kN
- Gesamtdruckverhältnis: 19,8
- Nebenstromverhältnis: 0,878:1
- Turbineneintrittstemperatur: 1.176 °C
- Schub-Gewichts-Verhältnis: 6,0